# Луций Атилий Приск
Луций Атилий Приск (на латински: Lucius Atilius Priscus) e консулски военен трибун през 399 и 396 пр.н.е. на Римската република.
Той произлиза от плебейската фамилията Атилии.